# Старое Петровское
Ста́рое Петро́вское — деревня в Вытегорском районе Вологодской области.

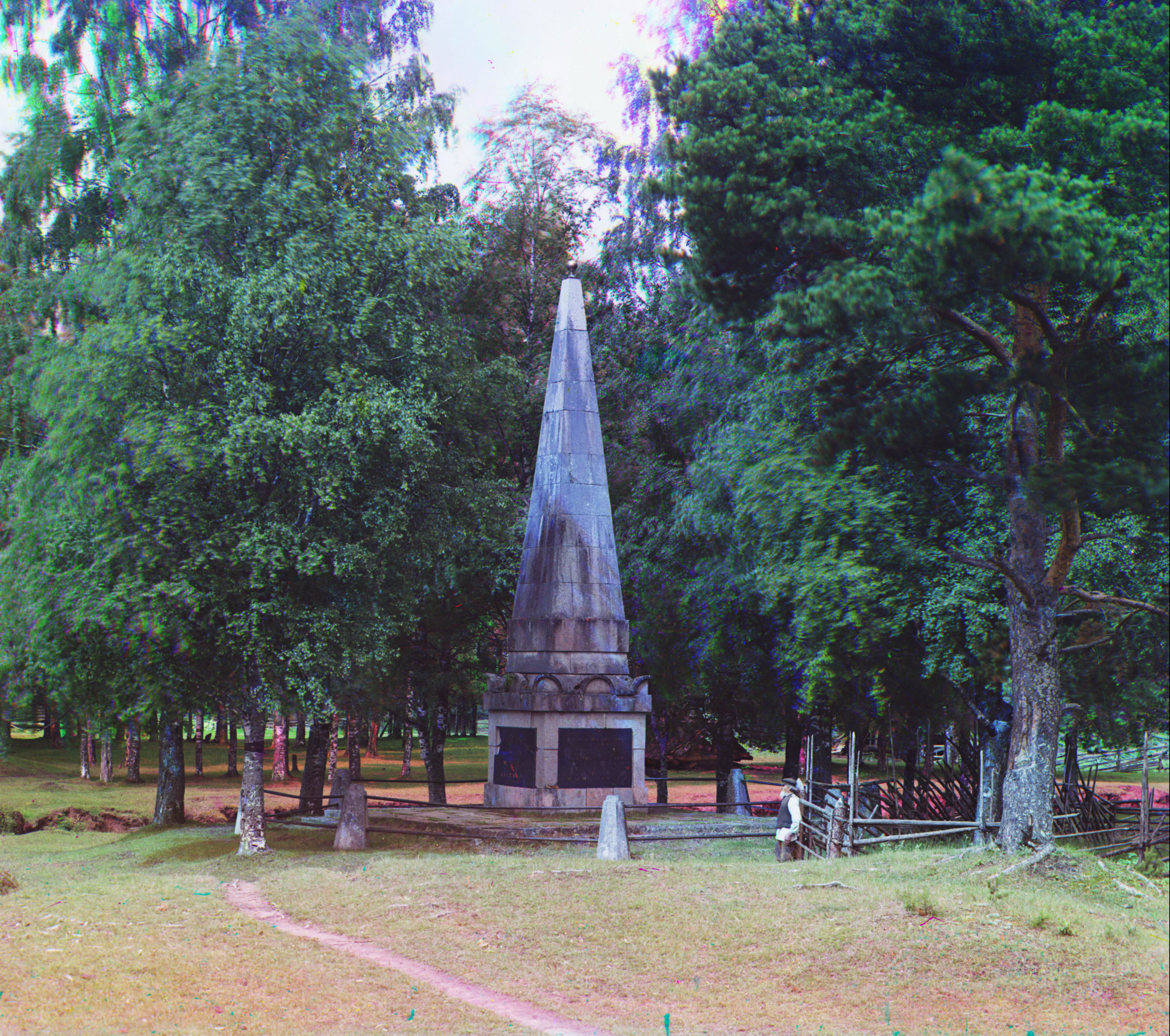
Памятник соединению Вытегры и Ковжи. Фото 1909 г.

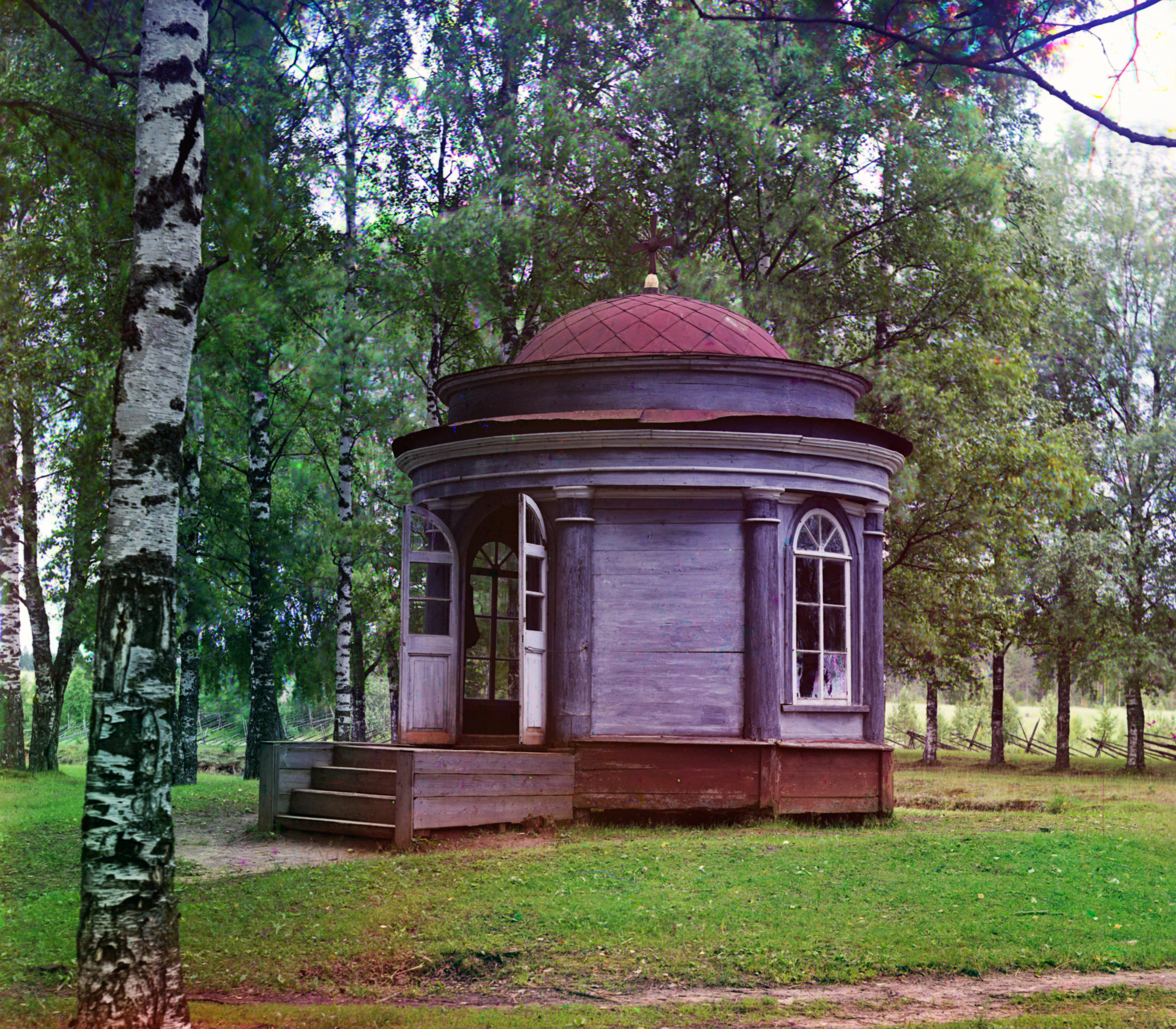
Петровская часовня у деревни Петровское. Фото 1909 г.

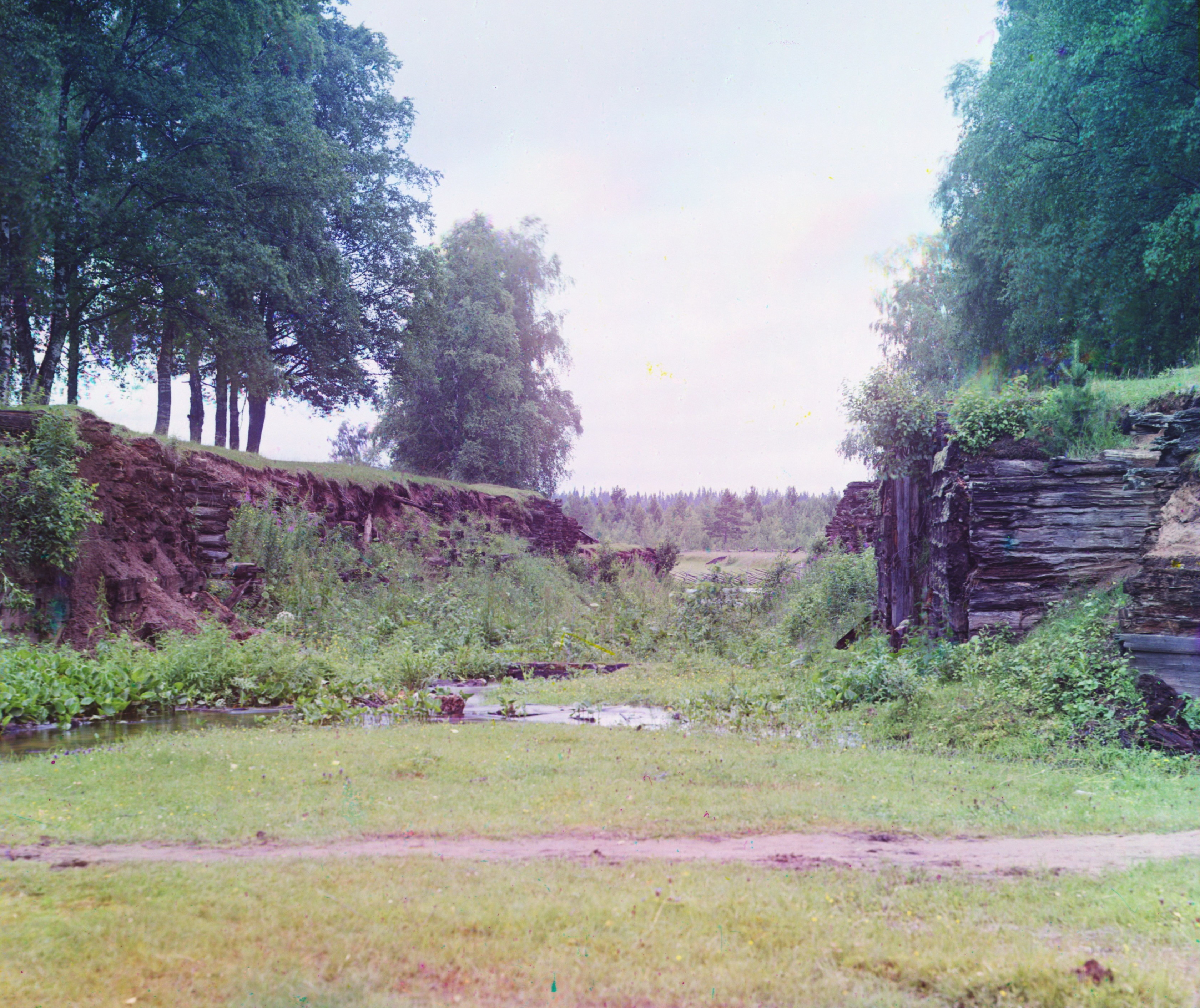
Старый Петровский шлюз на старом Мариинском канале. Фото 1909 г.

Входит в состав Алмозерского сельского поселения, с точки зрения административно-территориального деления — в Алмозерский сельсовет.
Расположена на трассе А119. Расстояние по автодороге до районного центра Вытегры — 46 км, до центра муниципального образования посёлка Волоков Мост — 9 км. Ближайшие населённые пункты — Верхний Рубеж, Волоков Мост, Средний Рубеж.

## История
- В 1800—1880-х гг. находилась у шлюза Св. Петра (старого) на Мариинском канале — одной из важнейших частей Мариинской водной системы - старом месте соединения рек Вытегры и Ковжи.
- По переписи 2002 года население — 41 человек (18 мужчин, 23 женщины). Преобладающая национальность — русские (98 %)[3].

## Достопримечательности
- Гранитный четырёхгранный обелиск с металлическими досками с надписями: "Щедрым предстательством Императрицы Марии начат сей канал 1799 года по повелению Супруга Ея Императора Павла I-го совершен при Сыне Ея Императоре Александре I-м по повелению коего монумент сей сооружен" - "Зиждитель пользы и славы народа своего Великий Петр здесь, помышляя о судоходстве, отдыхал на сем самом месте в 1711 году. Благоговейте сыны России" - "В ознаменование любви к отечеству канал сей наименован Мариинским" - "Петрову мысль Мария свершила".
- Поблизости стояла деревянная круглая часовня в память посещения этих мест Петром I (не сохранилась). После строительства Ново-Мариинского канала в ней хранились иконы "с упраздненных шлюзов и некоторые другие старинные предметы, имеющие большой исторический интерес".